# Genetta tigrina

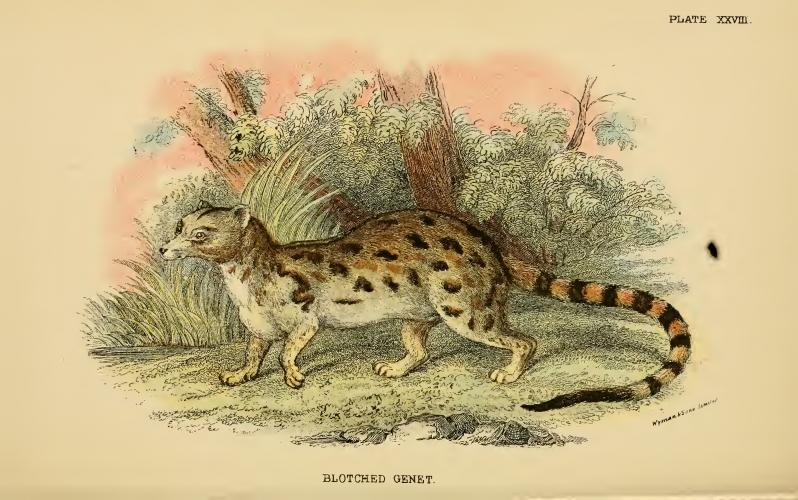
Ilustración de una jineta tigrina del año 1896, por Richard Lydekker.

La jineta tigrina, de manchas grandes o manchada (Genetta tigrina) es una especie de mamífero carnívoro de la familia Viverridae. Es propia del África austral y de apariencia similar a la jineta común (Genetta genetta).

## Morfología
Tiene las patas relativamente cortas y el típico cuerpo alargado de los vivérridos. El color del pelaje va del blanco sucio al pardo grisáceo, con grandes manchas oscuras o pardas, siendo el pelo más corto y suave que en la jineta común. El color de fondo de las partes inferiores suele ser blanco, gris, o beige, con manchas pequeñas en los flancos y patas. La cola es relativamente larga, con 8 o 9 anillos de color negro y punta oscura. El hocico es largo y puntiagudo, con mentón y manchas de color blanco cerca de la punta. Las orejas son grandes, finas y redondeadas, tiene además una raya dorsal que va desde los hombros a la base de la cola. Los ejemplares melánicos no son raros, y como todas las especies de su género posee garras totalmente retráctiles.
Suele medir entre 85 y 110 cm, más de 40 a 50 de la cola y pesar de 1,5 a 2,6 kg.

## Distribución y hábitat
Su área de distribución comprende Sudáfrica, desde la Provincia Occidental del Cabo hasta  KwaZulu-Natal, y Lesoto. Habita en una mayor variedad de hábitats que otras jinetas. Prefiere bosques y sus márgenes, en las zonas más secas de su distribución está casi exclusivamente asociado con hábitats ribereños, también es frecuente en zonas cultivadas, donde la población de roedores suele ser elevada.

## Comportamiento
Es una especie hábitos nocturnos y normalmente solitaria. Son ágiles trepadores que suelen refugiarse frecuentemente durante el día en la copa de los árboles, así como en huecos en los troncos, entre las raíces, y en techos de casas y madrigueras abandonadas de cerdos hormigueros y liebres de El Cabo. Marca su territorio con orina y secreciones de sus glándulas anales.

### Alimentación
Se alimentan de pequeños roedores, pájaros, reptiles, fruta e invertebrados, pero la mayor parte de su dieta se compone de coleópteros y ortópteros.

### Reproducción
Las crías nacen con los ojos cerrados en los meses de verano tras una gestación de unos 70 días, en agujeros , grietas de rocas o entre densa vegetación. La camada suele ser de 1 a 5 crías.

## Subespecies
Se reconocen las siguientes subespecies:
- Genetta tigrina tigrina
- Genetta tigrina methi